# Paolo Bollini
Paolo Bollini (* 1960) ist ein san-marinesischer Politiker.
Bollini war zweimal einer der beiden Capitani Reggenti (Staatsoberhäupter) San Marinos. Seine erste Amtszeit dauerte vom 1. Oktober 1998 bis zum 1. April 1999, seine zweite vom 1. April bis zum 1. Oktober 2004. Er gehört der sozialistischen Partei Partito Socialista Sammarinese an.
| Vorgänger                            | Amt                                                    | Nachfolger                          |
| ------------------------------------ | ------------------------------------------------------ | ----------------------------------- |
| Alberto Cecchetti Loris Francini     | Capitano Reggente gemeinsam mit Pietro Berti 1998–1999 | Antonello Bacciocchi Rosa Zafferani |
| Valeria Ciavatta Giovanni Lonfernini | Capitano Reggente gemeinsam mit Marino Riccardi 2004   | Giuseppe Arzilli Roberto Raschi     |

| Personendaten    | Personendaten               |
| ---------------- | --------------------------- |
| NAME             | Bollini, Paolo              |
| KURZBESCHREIBUNG | san-marinesischer Politiker |
| GEBURTSDATUM     | 1960                        |